# Biserica de lemn din Bilbor
Biserica de lemn din Bilbor  este un monument istoric, lăcaș de cult cu hramul Sfântului Nicolae.

## Istoric și trăsături
A fost construită între anii 1795-1797 fiind considerată monument arhitectural și se află în estul localității. 
Are picturi murale valoroase, de asemenea cele zece icoane din biserică sunt capodopere ale artei naive. Trebuie amintită de asemenea poarta din lemn a cimitirului.
Este de rit ortodox.